# Sharam
Sharam Tayebi (nacido el 12 de enero de 1970 en Teherán, Irán) conocido comúnmente como Sharam, es un disc jockey y productor de origen iraní-estadounidense, actualmente radicado en Washington D. C. Es una de las mitades del dúo de música house Deep Dish, ganadores del premio Grammy. El nombre de Sharam, es de origen persa y puede significar vergüenza o moderado. En 2009, ocupó la posición nº73, en la encuesta anual que habitualmente realiza la revista DJmag.

## Biografía
Desde el 2006, tanto Dubfire como Sharam, decidieron emprender caminos solitarios sin definir aún el futuro de Deep Dish.
En ese mismo año, lanza su primera producción en solitario, reversionando el clásico de Eddie Murphy, PATT (Party All The Time), original del año 1985. Fue uno de los temas más destacados en aquel año en la escena dance, llegando a ocupar la octava posición en la lista UK Singles Chart.
En 2008, lanza una nueva versión, en esta oportunidad, es una reversión con algunos arreglos de la letra de If You're Not the One de Daniel Bedingfield, titulado simplemente The One, realizado junto al mismo Bedingfield. En ese mismo año, lanzaría el sencillo Get Wild, que luego sería incluido en su álbum debut titulado con el mismo nombre del sencillo. Fue lanzado en abril de 2009 por Ultra Records, y cuenta con colaboraciones de reconocidos artistas como Tommy Lee, los raperos Chuck D., Diddy y Kid Cudi y también, Anousheh Khalili y Richard Morel, estos dos últimos ya habían colaborado con Sharam en Deep Dish.
También suele producir temas más cercanos al Tech House, como lo demuestran las series de EP, Mach 1 y Mach 2 o el EP, "Crazi / Texi", tomando distancia del sonido comercial.
En diciembre de 2011, lanza un álbum doble grabado en directo en el Warung Beach Club, una de las discotecas más importantes de Brasil.
Sharam suele editar sus producciones en sellos como Data Records, dependiente de la discográfica Ministry of Sound, y Yoshitoshi Recordings que sigue siendo propiedad de Deep Dish.
En 2014, Sharam y Dubfire retornan con Deep Dish, dando conciertos en varias ciudades y grabando nuevo material, al mismo tiempo, mantienen su trabajo en solitario. El primer lanzamiento juntos en ocho años fue el sencillo, "Quincy", reflejando musicalmente las diversas rutas que estos dos tomaron en su hiato.
Dos años más tarde, lanzó su segundo álbum en solitario, Retroactive. Titulado inicialmente como A Warehouse, con su nuevo título, debutó en el Top 10 de música dance de iTunes en su día de lanzamiento, el 10 de junio de 2016. Como homenaje a su historia musical e inspirado en los artistas que influyeron su carrera dentro de la escena underground en Washington, este álbum cuenta con la colaboración de Giorgio Moroder, el cantautor Daniel Bedingfield, su frecuente colaboradora  Anousheh, Chance Caspio y Alex Neri.

## Discografía

### Álbumes
En estudio
- 2009: Get Wild [Ultra Records]
- 2016: Retroactive [Yoshitoshi Recordings]

Recompilaciones
- 2003: Global Underground #025: Toronto Afterclub Mix [Global Underground]
- 2006: Global Underground GU29 Dubai  [Global Underground]
- 2010: Miami 10 [DJ Magazine]
- 2011: Warung Beach Club Brazil Live [Yoshitoshi Recordings]
- 2012: Night & Day
- 2016: Yoshitoshi Ibiza

### Sencillos y EP
- 1999: “2 Of Us / Into The Groove” (con Yousef)
- 2006: “PATT (Party All The Time)”
- 2008: “Secret Parkway”
- 2008: “Crazi / Texi”
- 2008: Sharam Feat. Daniel Bedingfield – “The One”
- 2008: “Get Wild”
- 2008: Sharam & Cedric Gervais Present Sharvais – “U Don't Even Know Us”
- 2009: Sharam Feat. Kid Cudi – “She Came Along”
- 2010: Sharam Feat. Anousheh Khalili – “Don't Say a Word”
- 2010: “Mach 1 EP”
  - “Love, Love, Love”
  - “Hemi”
- 2010: “Mach 2 EP”
  - “M.I.T.T.”
  - “One Night”
- 2011: Sharam feat Anousheh – “Fun”
- 2011: “God Always”
- 2012: Sharam Feat. Anousheh Khalili – “Our Love”
- 2012: “Que Cubano”
- 2012: "Radio G" (Day Mix/Night Mix)
- 2013: "On & On" (feat. Anousheh)
- 2013: "My Way" (feat. Honey Honey)
- 2014: "Tripi" (feat. Manfred Mann's Earth Band)
- 2015: "August House" [Spinnin' Deep]
- 2015: "HEAVi" [Yoshitoshi Recordings]
- 2015: "October House" [Spinnin' Deep]
- 2016: "Octodub" [Yoshitoshi Recordings]

#### Sencillos en listas
| Año  | Sencillo                           | Posición más alta en la lista | Posición más alta en la lista | Posición más alta en la lista | Posición más alta en la lista | Posición más alta en la lista | Posición más alta en la lista | Posición más alta en la lista | Posición más alta en la lista | Posición más alta en la lista | Álbum    |
| Año  | Sencillo                           | R.U.                          | FRA                           | HOL                           | BEL                           | BUL                           | ESP                           | FIN                           | IRL                           | SUE                           | Álbum    |
| ---- | ---------------------------------- | ----------------------------- | ----------------------------- | ----------------------------- | ----------------------------- | ----------------------------- | ----------------------------- | ----------------------------- | ----------------------------- | ----------------------------- | -------- |
| 2006 | «PATT (Party All The Time)»        | 8                             | 36                            | 16                            | 10                            | 30                            | 7                             | 3                             | 30                            | 43                            |          |
| 2008 | «The One» (con Daniel Bedingfield) | —                             | 27                            | 19                            | —                             | 28                            | —                             | —                             | —                             | —                             | Get Wild |
| 2008 | «Get Wild» (con Mario Vázquez)     | —                             | —                             | 68                            | —                             | —                             | —                             | —                             | —                             | —                             | Get Wild |
| 2009 | «She Came Along» (con Kid Cudi)    | —                             | —                             | —                             | —                             | 11                            | —                             | —                             | —                             | —                             | Get Wild |

### Remixes
- 1995: Paula Abdul – Crazy Cool (Sharam Crazy Journey)

- 2006: MYNC Project & Danny Rampling – Strobelight (Sharam's Re-Edit)

- 2007: Richard Grey – Tainted Love (Warped Bass) (Sharam Blingy Mix)

- 2008: David Guetta & Chris Willis vs. Tocadisco – Tomorrow Can Wait (Sharam Remix DG Edit)

- 2009: Timo Maas – Subtellite (Sharam Remix)
- 2009: DBN feat. Madita – Asteroidz (Sharam's Crazy Jazz Remix)
- 2009: Steve Aoki Feat. Zuper Blahq – I'm In The House (Sharam Lovefest Remix)

- 2010: Sharam feat. Anousheh – Don't Say A Word (Sharam's Own Remix)
- 2010: King Britt feat. Astrid Suryanto – Now (Sharam's Crazi Remix)
- 2010: Shakira Feat. Freshlyground – Waka Waka (Sharam Arena Mix)

- 2011: Sharam Ft. Anousheh – Fun (Sharam's Own Remix / Sharam's Balearic Club Mix)
- 2011: Pig & Dan – Detonate (Sharam's Crazi Remix)

- 2012: Sharam feat. Anousheh – Our Love (Sharam Leftfield Mix)

- 2013: Bruno Mars – "Treasure"
- 2013: Carl Cox – "Family Guy" (Sharam Crazi Remix)

- 2014: Coldplay – "Midnight"
- 2015: Cedric Gervais feat. Ali Tamposi – "Love Again" (Sharam Acid House Remix)
- 2016: Kings of Tomorrow - "I Want You (For Myself)" (Sharam's Playa Remix)